# Synagoge (Hattstatt)

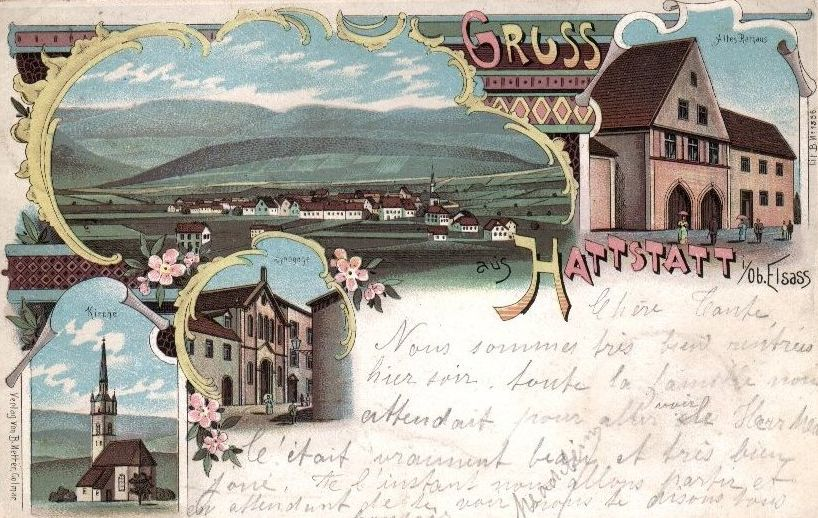
Ansichtskarte von Hattstatt mit Synagoge

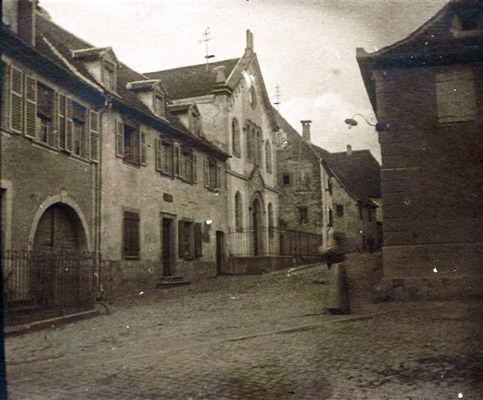
Straße mit Synagoge in Hattstatt

Die Synagoge in Hattstatt, einer französischen Gemeinde im Département Haut-Rhin in der Region Grand Est, wurde in den 1830er Jahren errichtet. 
Während der deutschen Besetzung Frankreichs im Zweiten Weltkrieg wurde die Synagoge am 17. Juni 1940 zerstört.